# Kerala macroptera
Kerala macroptera är en fjärilsart som beskrevs av Charles Oberthür 1880. Kerala macroptera ingår i släktet Kerala och familjen trågspinnare. Inga underarter finns listade i Catalogue of Life.